# Brin-sur-Seille
Brin-sur-Seille – miejscowość i gmina we Francji, w regionie Grand Est, w departamencie Meurthe i Mozela.
Według danych na rok 1990 gminę zamieszkiwało 601 osób, a gęstość zaludnienia wynosiła 51 osób/km² (wśród 2335 gmin Lotaryngii Brin-sur-Seille plasuje się na 535. miejscu pod względem liczby ludności, natomiast pod względem powierzchni na miejscu 488.).